# Thư thất điều

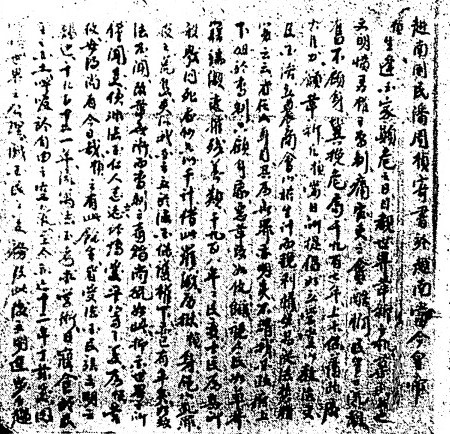
Thư thất điều

Thất điều thư là di cảo của Phan Chu Trinh gửi cho vua Khải Định ở Paris năm 1922. Nguyên văn bằng chữ Hán (Anh Minh đã dịch và xuất bản tại Huế năm 1958). Trong thư chỉ ra 7 điều sau:
- Một là tội tôn quân quyền
- Hai là tội thưởng phạt không công bình
- Ba là chuộng sự quỳ lạy
- Bốn là tội xa xỉ vô đạo
- Năm là phục sức không đúng phép
- Sáu là du hạnh vô độ
- Bảy là việc Pháp du ám muội (đi Pháp với mục đích không chính đáng)

Đây là 7 tội mà cụ Tây Hồ Phan Châu Trinh kể về Khải Định trong bức thư của mình.
(Di cảo cụ Tây Hồ Phan Châu Trinh, Thư thất điều của cụ Tây Hồ Phan Châu Trinh gửi vua Khải Định ở Paris ngày 14 thàng 7 năm 1922, Anh Minh xuất bản, Huế, 1958)